# Дизелова мотриса БДЖ 29-01
Мотрисата 29 – 01 е закупена през 1965 г. от австрийската фирма „Simmering-Gaz-Pauker“ (SGP) – Wien, фабричен номер 77783/1960 г. За времето си има една от най-модерните машинни уредби. Състои се от две моторни тракционни групи (мощност на дизеловите двигатели 2 х 265 к.с.). Всяка тракционна група има предавателна система, която се състои от хидротрансформатор (работи до 84 км/ч), съединител за директен ход (включва се над 84 км/ч) и устройство за свободен ход, групов колоосен редуктор с вграден ходообръщател и индивидуален колоосен редуктор. Двигателите са 8-цилиндрови, бързоходни, тип „боксер“, с водно охлаждане. Мотрисата е първото возило с пневматично окачване и първото с дискови спирачки в БДЖ. Вътрешното обзавеждане е луксозно и с всички необходими удобства за приятно пътуване.
Мотрисата е с по една командна кабина във всеки един от двата ѝ края, багажно отделение, 2 преддверия, пътнически отделения 1-ва класа с 9 места и 2-ра класа с 28 места и бар, разположен между двете пътнически отделения.
Поради специфичното си вътрешно разпределение и луксозно обзавеждане мотрисата никога не е пускана в редовно пътническо движение, а се използва за специални пътувания след предварително официално заявена и одобрена от страна на БДЖ поръчка. Зачислена е на депо София. Първоначално е означена с 29 – 01, а от 1988 г. е с номер 19 001.7, с който е и до момента.